# Länsväg 108
De Zweedse weg 108 (Zweeds: Länsväg 108) is een provinciale weg in de provincie Skåne län in Zweden en is circa 125 kilometer lang. De weg ligt in het meest zuidelijke deel van Zweden.

## Plaatsen langs de weg
- Trelleborg
- Haglösa
- Alstad
- Svedala
- Holmeja
- Klågerup
- Staffanstorp
- Flackarps mölla/Hjärup
- Lund
- Kävlinge
- Marieholm
- Röstånga
- Ljungbyhed
- Perstorp
- Oderljunga
- Örkelljunga

## Knooppunten
- Riksväg 9 bij Trelleborg (begin)
- Länsväg 101 bij Alstad
- E65 bij Svedala
- Riksväg 11 bij Staffanstorp
- E22 bij Lund
- Länsväg 103: gezamenlijk tracé van zo'n 2 kilometer, bij Lund
- Riksväg 16 bij Lund
- Länsväg 104: gezamenlijk tracé van zo'n 2 kilometer, bij Kävlinge
- Riksväg 17: gezamenlijk tracé van ruim 1 kilometer, bij Marieholm
- Länsväg 109
- Riksväg 13: start gezamenlijk tracé, bij Röstånga
- Riksväg 13: einde gezamenlijk tracé, bij Ljungbyhed
- Riksväg 21: start gezamenlijk tracé
- Riksväg 21: einde gezamenlijk tracé, bij Perstorp
- Riksväg 24: start gezamenlijk tracé
- Riksväg 24: einde gezamenlijk tracé, en E4, bij Örkelljunga (einde)